# Lítium-bromid
A lítium-bromid szervetlen vegyület, képlete LiBr. Rendkívül higroszkópos (nedvszívó), emiatt bizonyos légkondicionáló rendszerekben szárítószerként használható.

## Előállítása és tulajdonságai
A lítium-bromidot lítium-hidroxid és hidrogén-bromid vagy lítium-karbonát és hidrogén-bromid reakciójával lehet előállítani:
{\displaystyle \mathrm {LiOH+\ HBr\longrightarrow \ LiBr+\ H_{2}O} }
{\displaystyle \mathrm {Li_{2}CO_{3}+\ 2HBr\longrightarrow \ 2LiBr+\ H_{2}O+\ CO_{2}} }
Elő lehet állítani lítium-hidrid és bróm reakciójával is:
{\displaystyle \mathrm {LiH+\ Br_{2}\longrightarrow \ LiBr+\ HBr} }
A többi alkálifém-bromiddal ellentétben többféle hidrátja is létezik, LiBr · n H2O, ahol n= 1, 2, 3 és 5. Vízmentesen kristályai köbösek.
Lítium-hidroxid és vízben oldott hidrogén-bromid reakciójával lehet előállítani:
LiOH + HBr → LiBr + H2O
| A lítium-bromid oldódása vízben a hőmérséklettől függően.               |      |      |      |      |      |      |      |    |      |      |      |      |
| Hőmérséklet [°C]                                                        | 0    | 10   | 20   | 25   | 30   | 40   | 50   | 60 | 70   | 80   | 90   | 100  |
| A telített oldat tömegszázalékos összetétele az adott hőmérsékleten (%) | 58,4 | 60,1 | 62,7 | 64,4 | 65,9 | 67,8 | 68,3 | 69 | 69,8 | 70,7 | 71,7 | 72,8 |

## Felhasználása
Használják légkondicionálókban szárítószerként. Használják szerves szintézisekben, például egyes gyógyszerek előállításánál.

### Gyógyászati felhasználása
A lítium-bromidot használták nyugtatószerként az 1900-as években, de mivel több szívbeteg ember meghalt tőle, az 1940-es évek óta nem használják. A lítium-karbonáthoz és a lítium-kloridhoz hasonlóan használták bipoláris zavar kezelésére.
Már napi 225 mg-os dózisban brómmérgezést okozhat.

## Veszélyei
A lítiumsók pszichoaktívak és kissé korrozívak. A LiBr vízben történő oldódása erősen exoterm folyamat.

## Fordítás
Ez a szócikk részben vagy egészben  a   Lithium bromide című angol Wikipédia-szócikk ezen változatának fordításán alapul.  Az eredeti cikk szerkesztőit annak laptörténete sorolja fel. Ez a jelzés csupán a megfogalmazás eredetét és a szerzői jogokat jelzi, nem szolgál a cikkben szereplő információk forrásmegjelöléseként.